# 救國團青年獎章
中華民國青年獎章選拔，也稱救國團青年獎章，由中國青年救國團的第一任主任蔣經國自1956年起創辦，供各界推薦13歲至45歲之中華民國傑出青年，每年於3月29日辦理青年節表揚典禮。
宗　　旨：獎勵青年優良德行與傑出成就，表揚青年對國家社會之重大貢獻。
歷年來許多青年獎章得主，現在都在各行各業領域單重要的領航者和領導人，例如熱心公益的沈芯菱女士、現任中華民國外交官李大維先生、金寶電子共同創辦人溫世仁先生、前行政院院長張善政先生、現新北市市長侯友宜先生、企業界的林百里先生、運動界的郭婞淳女士、楊傳廣先生、王建民先生以及戴資穎女士。

## 外部連結
- 救國團全球資訊網 網頁 （页面存档备份，存于）（繁體中文）